# Kathedrale von Silves

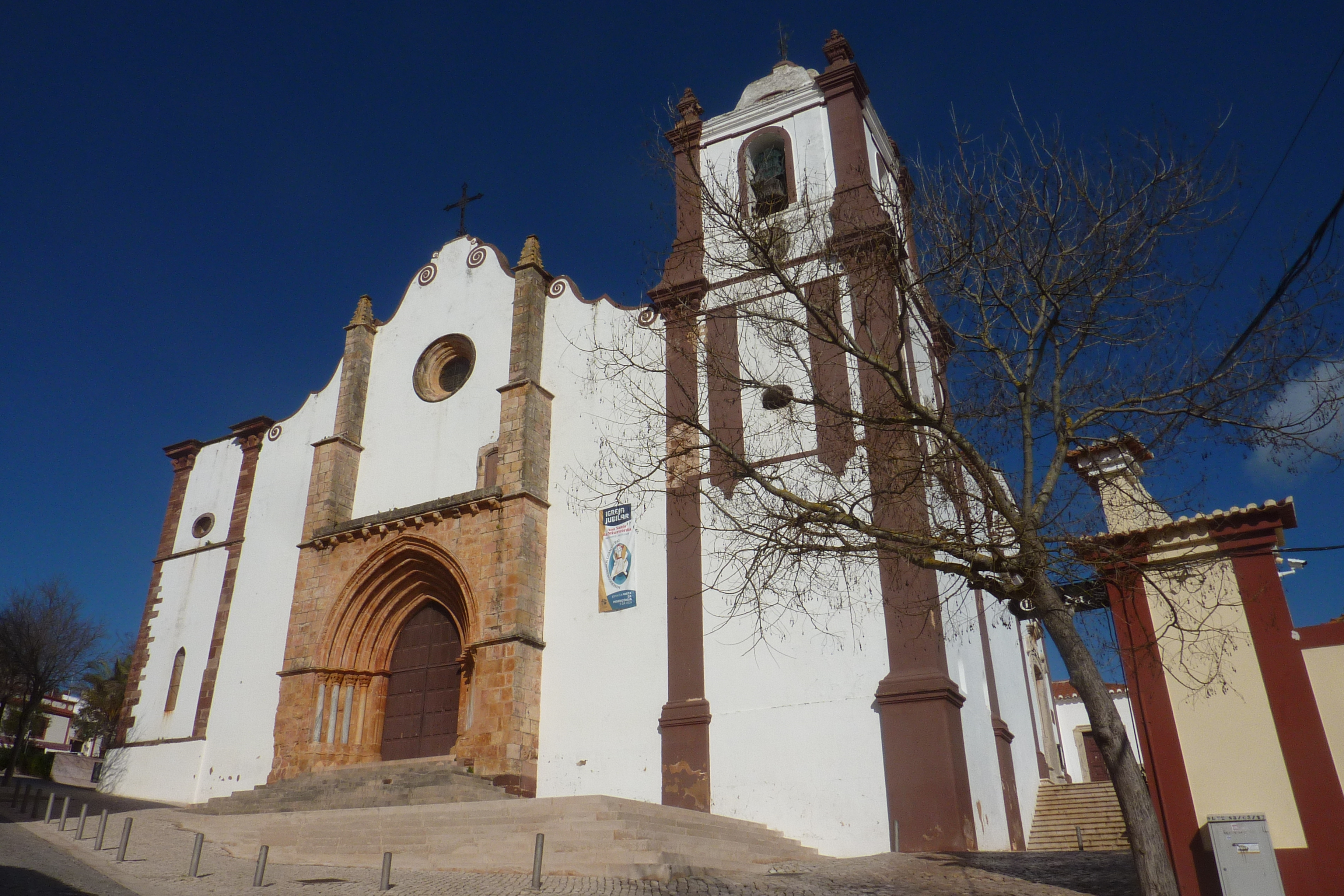
Ex-Kathedrale von Silves, Fassade

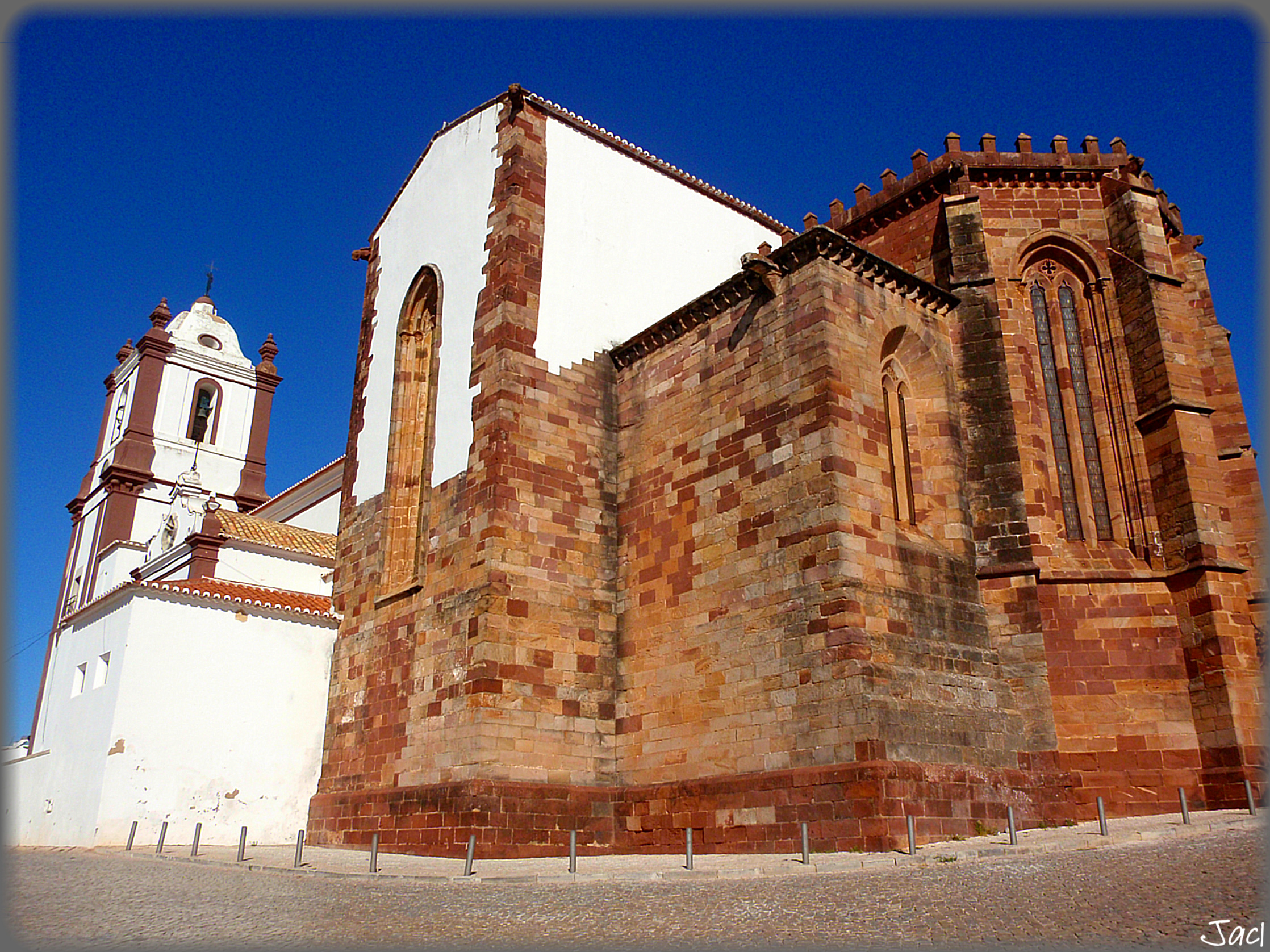
Ansicht von Südosten

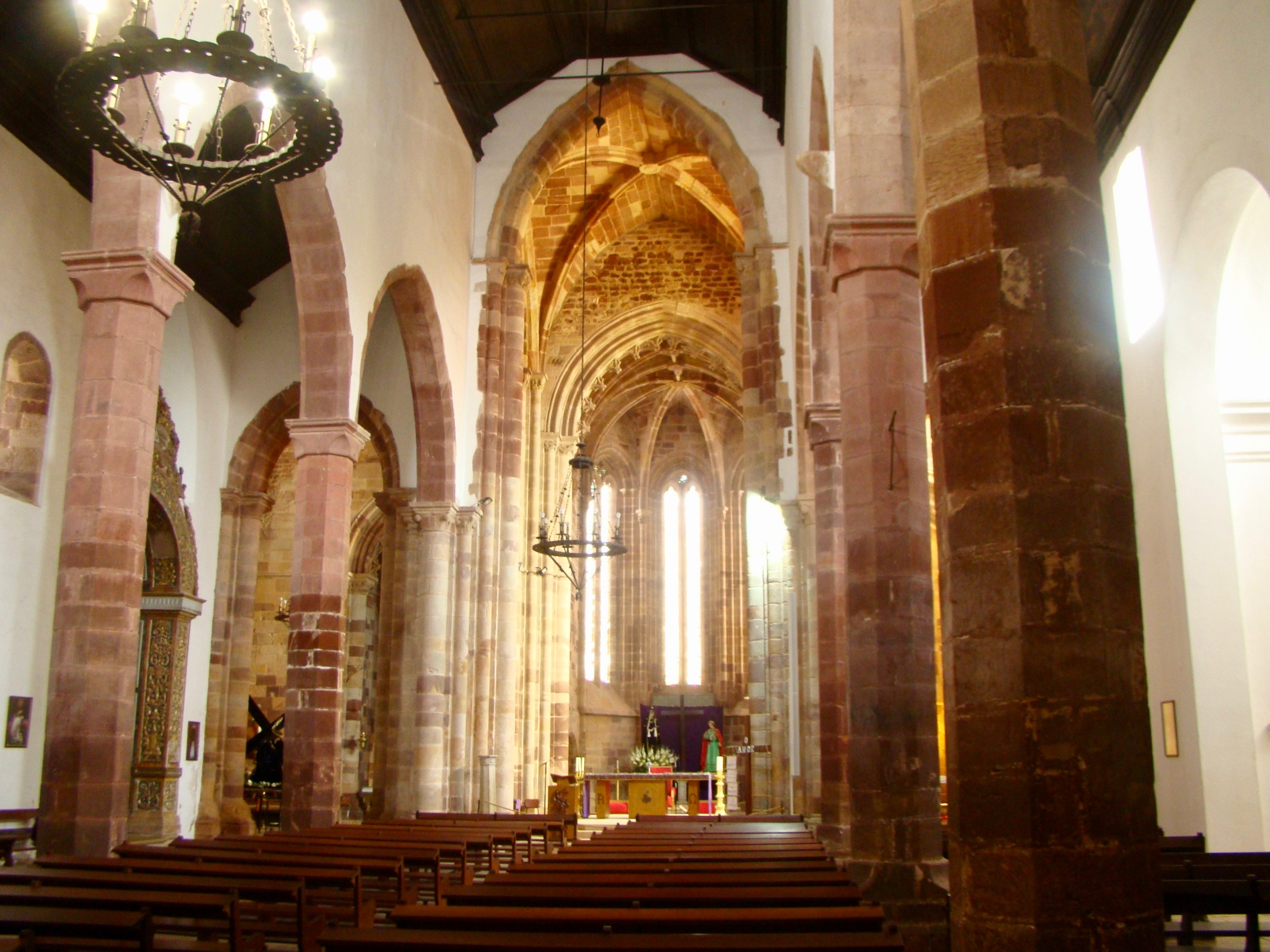
Inneres

Die der Empfängnis Mariens (portugiesisch Nossa Senhora da Conceição) geweihte ehemalige Kathedrale von Silves (portugiesisch Sé Catedral de Silves) war vom 13. Jahrhundert bis zur Verlegung des Bistums der Algarve im Süden Portugals nach Faro im Jahr 1577 die Bischofskirche der Stadt Silves. Die Kirche ist das älteste Zeugnis der gotischen Architektur des lange Zeit von den Arabern und Mauren besetzten Südens der Iberischen Halbinsel.

## Lage
Die Kirche liegt auf einer Anhöhe oberhalb des Rio Arade in unmittelbarer Nachbarschaft zur Burg von Silves in einer Höhe von ca. 35 m.

## Geschichte
Unmittelbar nach der Rückeroberung (reconquista) von Silves im Jahr 1189 wurde ein Bistum gegründet, doch der Neubau einer Kathedrale begann erst im 13. Jahrhundert während der Herrschaft König Afonsos III. (reg. 1248–1279). Weitere Umbauten und Erweiterungen folgten – auch noch nach der Verlegung des Bischofssitzes nach Faro und vor allem nach dem Erdbeben von Lissabon im Jahr 1755 – so stammt das heute zumeist als Eingang genutzte barocke Südportal (Puerta del Sol) aus dem Jahr 1781.

## Architektur
Der älteste Teil der Kirche ist der ganz aus exakt behauenen Natursteinen erbaute dreiapsidiale gotische Chor. Die späteren Anbauten – mit Ausnahme des hochgotischen Archivoltenportals und der Ecksteine des Glockenturms (torre siniera) – bestehen aus Bruchsteinen und wurden deshalb verputzt. Der durch Strebepfeiler stabilisierte Chor verfügt über einen Zinnenkranz und mehrere zweibahnige Maßwerkfenster – die ältesten im Süden der Iberischen Halbinsel.
Das Innere der Kirche ist dreischiffig und mit einem Querhaus versehen. Während Chor- und Vierungsbereich rippengewölbt sind, werden das Mittelschiff und die etwas niedrigeren Seitenschiffe von trapezförmigen Holzdecken überspannt.

## Ausstattung
Zur Ausstattung gehören mehrere Bodengräber sowie Sarkophage von Kreuzrittern. Außerdem findet sich ein oktogonal behauenes Taufbecken, aber nur wenige Schnitzaltäre. 